# Laundry Service
Laundry Service – piąty album wydany przez Shakirę w 2001 roku. Jest to pierwszy jej album w języku angielskim, choć kilka utworów wykonywanych jest w języku hiszpańskim. Największym przebojem było „Whenever, Wherever”, dzięki któremu Shakira zaczęła być znana na świecie.
W Polsce album uzyskał certyfikat platynowej płyty.
Została wydana również latynoamerykańska wersja płyty – Servicio de Lavandería.

## Lista utworów
1. „Objection (Tango)”
2. „Underneath Your Clothes”
3. „Whenever, Wherever”
4. „Rules”
5. „The One”
6. „Ready For The Good Times”
7. „Fool”
8. „Te Dejo Madrid”
9. „Poem to a Horse”
10. „Que Me Quedes Tú”
11. „Eyes Like Yours (Ojos Así)”
12. „Suerte (Whenever, Wherever)”
13. „Te Aviso, Te Anuncio (Tango)”